# Obere Gasse 16 (Oberderdingen)

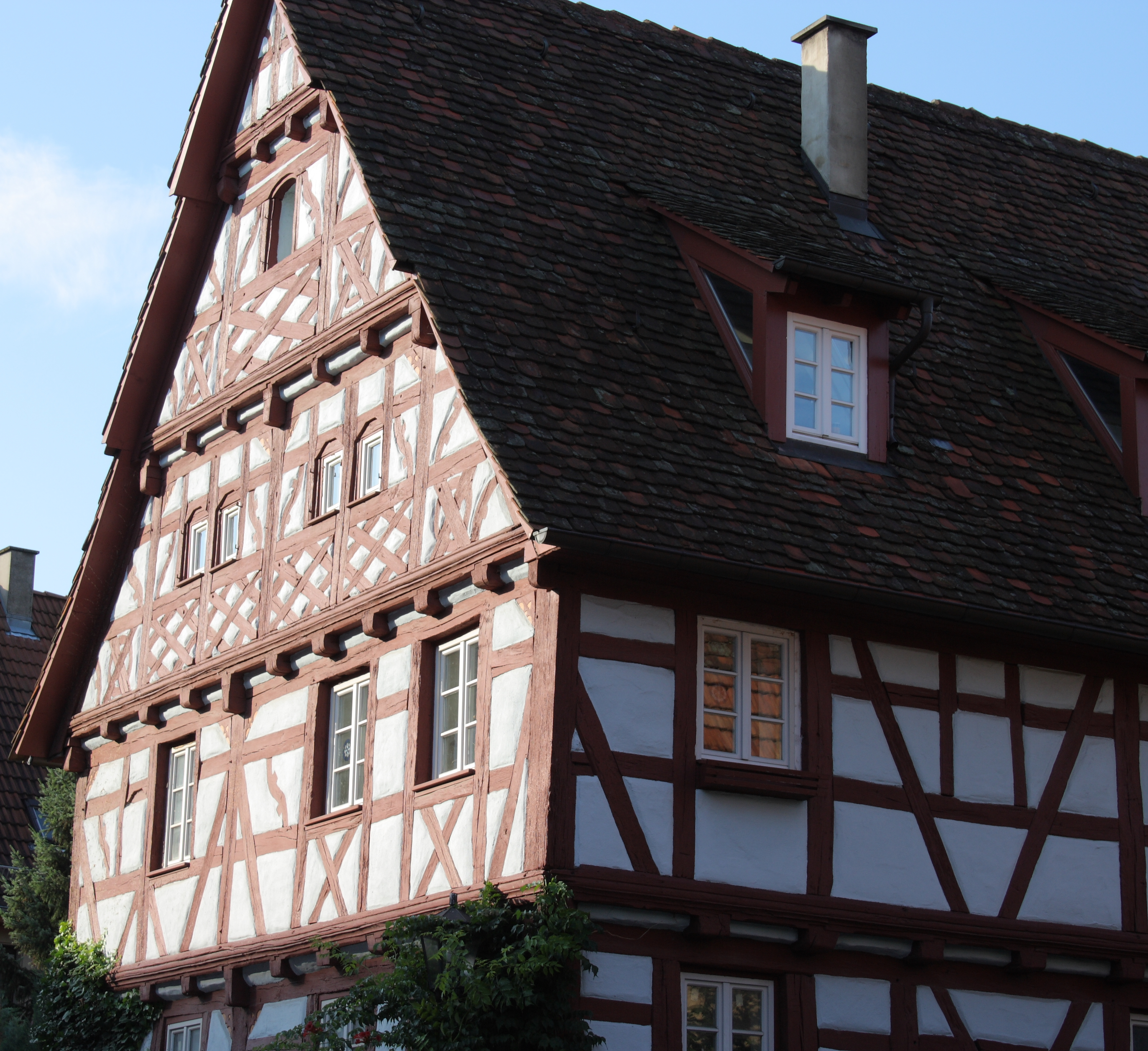
Fachwerkhaus Obere Gasse 16 in Oberderdingen

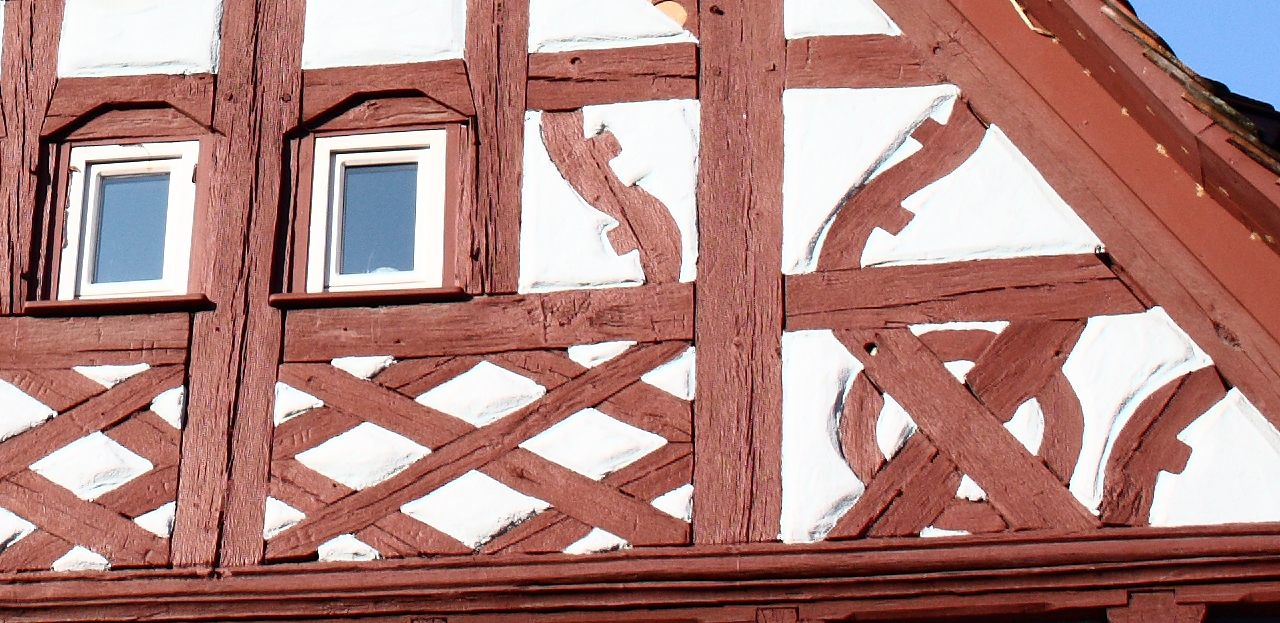
Zierformen mit Raute und Andreaskreuz

Das Gebäude Obere Gasse 16 ist ein Fachwerkhaus in Oberderdingen, einer Gemeinde im Landkreis Karlsruhe in Baden-Württemberg, das 1685 errichtet wurde. Das Gebäude ist ein geschütztes Baudenkmal.

## Beschreibung
Der Grundriss ist wie damals üblich einmal längs und zweimal quer geteilt. Der obere Fachwerkstock und die drei Dachstöcke kragen jeweils vor. Das Satteldach ist mit Biberschwänzen gedeckt. Die Zierformen des Straßengiebels sind besonders zahlreich in den Dachstöcken mit Andreaskreuzen über liegenden Rauten bzw. über Kreisen. An den Fachwerkstöcken sehen wir Kopfwinkelknaggen beim Fränkischen Mann mit vertieften Augen und Kreissegmenten. Alle Stockwerke haben geschweifte Streben mit Nasen.

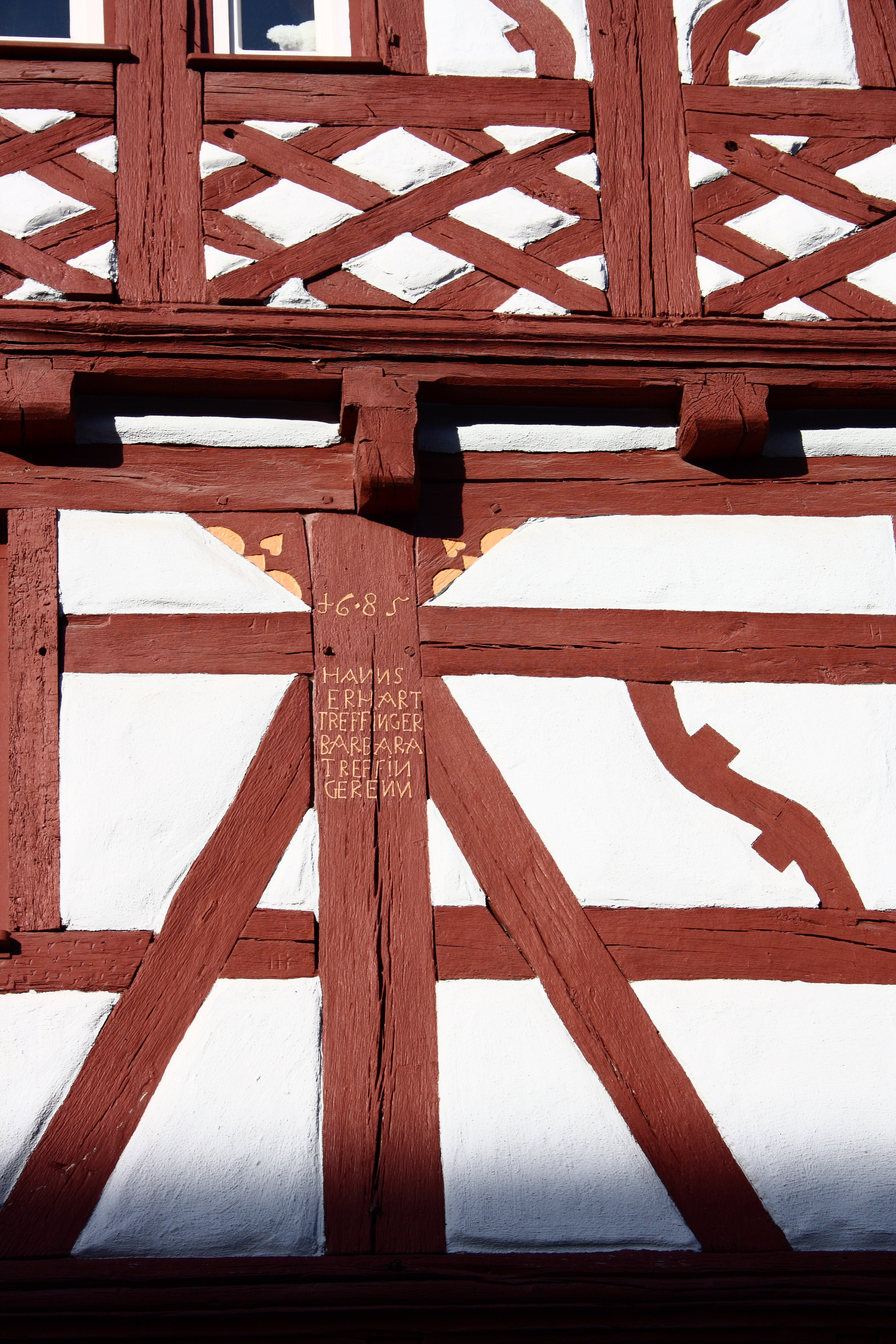
Inschrift am Mittelständer des Oberstocks

Am Mittelständer des Oberstocks ist folgende Inschrift zu sehen: „1685 HANNS ERHART TREFFINGER  BARBARA TREFINGERNN“.